# Hannah Wilkinson
Hannah Lillian Wilkinson (Whangarei, 28 de maio de 1992) é uma futebolista profissional neozelandesa que atua como atacante na equipe feminina do Melbourne City Football Club.

## Carreira
Hannah Wilkinson fez parte do elenco da Seleção Neozelandesa de Futebol Feminino, nas Olimpíadas de 2012 e 2016. 